# Marcel Enescu
Marcel Enescu (n. 23 august 1899 – d. 14 iunie 1983, București, România) a fost un actor de teatru și de film român.

## Biografie
Marcel Enescu a absolvit Conservatorul de Artă Dramatică, în 1920. A fost actor la Teatrul Național din București.

## Distincții
- Ordinul Muncii clasa a III-a (10 august 1964) „pentru merite deosebite în opera de construire a socialismului, cu prilejul celei de a XX-a aniversări a eliberării patriei”[3]

## Filmografie
- Țigăncușa de la iatac (1923)
- Drumul iertării (1927)[4]
- Căsătoria (1929)
- Trenul fantomă (1933) - Price
- Pădurea îndrăgostiților (1946) - Pierre
- Răsună valea (1949) - ing. Poenaru[5]
- Telegrame (1960)
- Porto-Franco (1961) - rezidentul
- Steaua fără nume (1966) - judecătorul
- Când trăiești mai adevărat (1974)